# Comuna Ozadivka, Berdîciv
Ozadivka (în ucraineană Озадівська сільська рада) este o comună în raionul Berdîciv, regiunea Jîtomîr, Ucraina, formată din satele Bohdanivka, Kosteantînivka, Lisova Slobidka și Ozadivka (reședința).

## Demografie
Componența lingvistică a satului Ozadivka
     Ucraineană (96,69%)
     Rusă (3,23%)
Conform recensământului din 2001, majoritatea populației satului Ozadivka era vorbitoare de ucraineană (96,69%), existând în minoritate și vorbitori de rusă (3,23%).